# Jefferson Hall
Jefferson Hall, tidigare känd under namnet Robert Hall, född 6 december 1977 i Coventry, är en engelsk skådespelare. Han är bland annat för känd för rollerna som Hugh of the Vale i Game of Thrones, Varg i Wizards vs Aliens, Torstein i Vikings och Aaron Korey i Halloween. Han spelar även tvillingarna Jason och Tyland Lannister i House of the Dragon.
Hall utbildades vid Central School of Speech and Drama i London och har sedan dess haft ett stort antal roller i film och TV.